# JU-60
JU-60 je typové označení pro obytné domy, které byly realizovány na území Jugoslávie v letech 1960 a 1961. Jednalo se o technologii montáže tehdejší společnosti Jugomont, dimenzovanou pro masovou výstavbu obytných celků s velmi nízkými náklady. Technologie byla patentována a jejím autorem byl inženýr Miroslav Helebrant. 
Systém byl nástupcem technologie JU-59 a předchůdcem úspěšného JU-61, podle něhož byla v tehdejší Jugoslávii postavená rozsáhlá sídliště. Jednalo se o technologii výstavby panelových domů (na rozdíl od další oblíbené jugoslávské technologie, IMS – Žeželj, která byla založena na betonovém skeletu).
Technologie JU-60 počítala s jednoduchou výrobou stavebních panelů, které nevyžadovaly předchozí přípravu a mohly být přímo montovány na místě. Montáž probíhala na sucho, budovy byly projektovány o výšce maximálně čtyř pater v rastru 4x4 m. Panely byly široké 1 m, vysoké 2,6 m a 12 cm tlusté.
Ceny bytů, které byly realizovány technologií JU-60, byly ve své době o 20 % levnější, než tomu bylo v případě nejlevnějších podobných jednotek na území Záhřebu. 
Systémem technologie JU-60 bylo vybudováno celkem 627 bytů. Budovány byly např. na sídlišti Nový Záhřeb. 